# Christine D'Haen
Christine D'Haen (pronúncia «Dan») va ser una poetessa belga que escrivia en neerlandès. Va néixer a Sint-Amandsberg (Gant) el 25 d'octubre del 1923 i va morir a Bruges el 3 de setembre del 2009, considerada la dona poeta més important del postguerra a Flandes. El 1992 va ser la primera dona que va rebre el prestigiós guardó triennal Premi de les Lletres neerlandeses.
A més d'escriptora, del 1970 al 1982 va treballar com a arxivista dels document del poeta Guido Gezelle (1830-1899) conservats al museu epònim a Bruges, i l'autor del qual va escriure una biografia poètica. Va traduir a l'anglès obres d'Hugo Claus i Gezelle. L'ajuntament de Bruges li va dedicar un carrer, el Christine D'haenstraat a l'esquerra del canal Damse Vaart.
Obres destacades
- Gedichten (1951), Premi Arkprijs de la Paraula Lliure
- De wonde in 't hert (1988), biografia poètica del poeta Guido Gezelle (1830-1899)
- Mirages (1989), poesia